# 宇摩駅

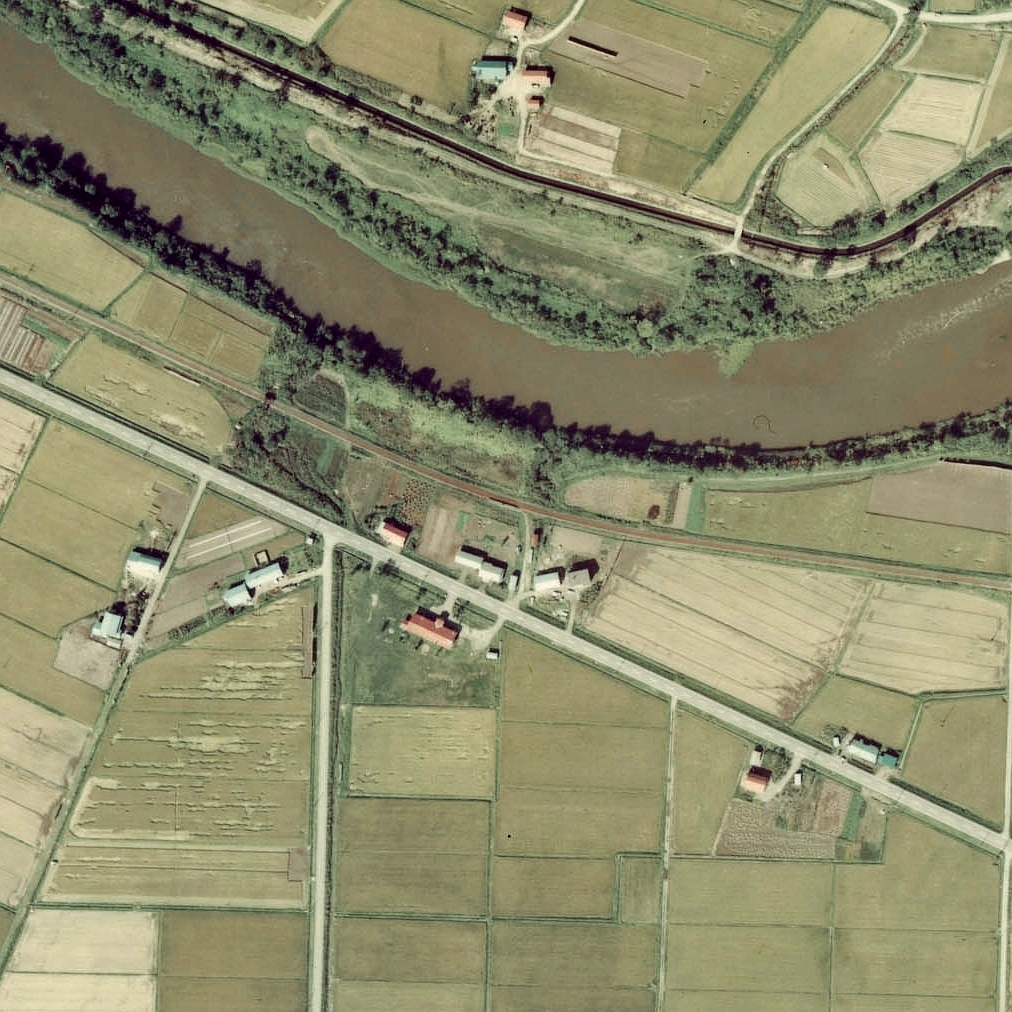
1977年の宇摩仮乗降場と周囲約500m範囲。右が朱鞠内方面。民家の間を通り抜けるような小道が駅へ通じる。赤錆色の屋根が待合所。

宇摩駅（うまえき）は、北海道（空知支庁）深川市宇摩にかつて設置されていた、北海道旅客鉄道（JR北海道）深名線の駅（廃駅）である。深名線の廃線に伴い、1995年（平成7年）9月4日に廃駅となった。

## 歴史
- 1955年（昭和30年）8月20日 - 日本国有鉄道（国鉄）深名線の宇摩仮乗降場（局設定）として開業[1]。
- 1987年（昭和62年）4月1日 - 国鉄分割民営化により、国鉄からJR北海道に継承[1]。同時に駅に昇格、宇摩駅となる[1]。
- 1990年（平成2年）3月10日 - 営業キロ設定[1]。
- 1995年（平成7年）9月4日 - 深名線の全線廃止に伴い、廃駅となる[1]。

### 駅名の由来
地名より。当地に1897年（明治30年）に愛媛県宇摩郡野田村（現：四国中央市土居町野田）出身の真鍋家董が「宇摩団体」と称する農民40戸を率いて入植したことによる。

## 駅構造
廃止時点で、1面1線の単式ホームを有する地上駅であった。ホームは、線路の南側（名寄方面に向かって右手側）に存在した。分岐器を持たない棒線駅となっていた。
仮乗降場に出自を持つ無人駅となっており、駅舎は無かったが待合所を有していた。ホームは板張りで有効長も短かった。名寄方（東側）にスロープを有し、駅施設外に連絡していた。

## 利用状況
- 1992年度（平成4年度）の1日当たりの乗降客数は10人[3]。

## 駅周辺
- 国道275号（空知国道）
- 雨竜川[4]
- ジェイ・アール北海道バス深名線「宇摩公民館前」停留所

## 駅跡

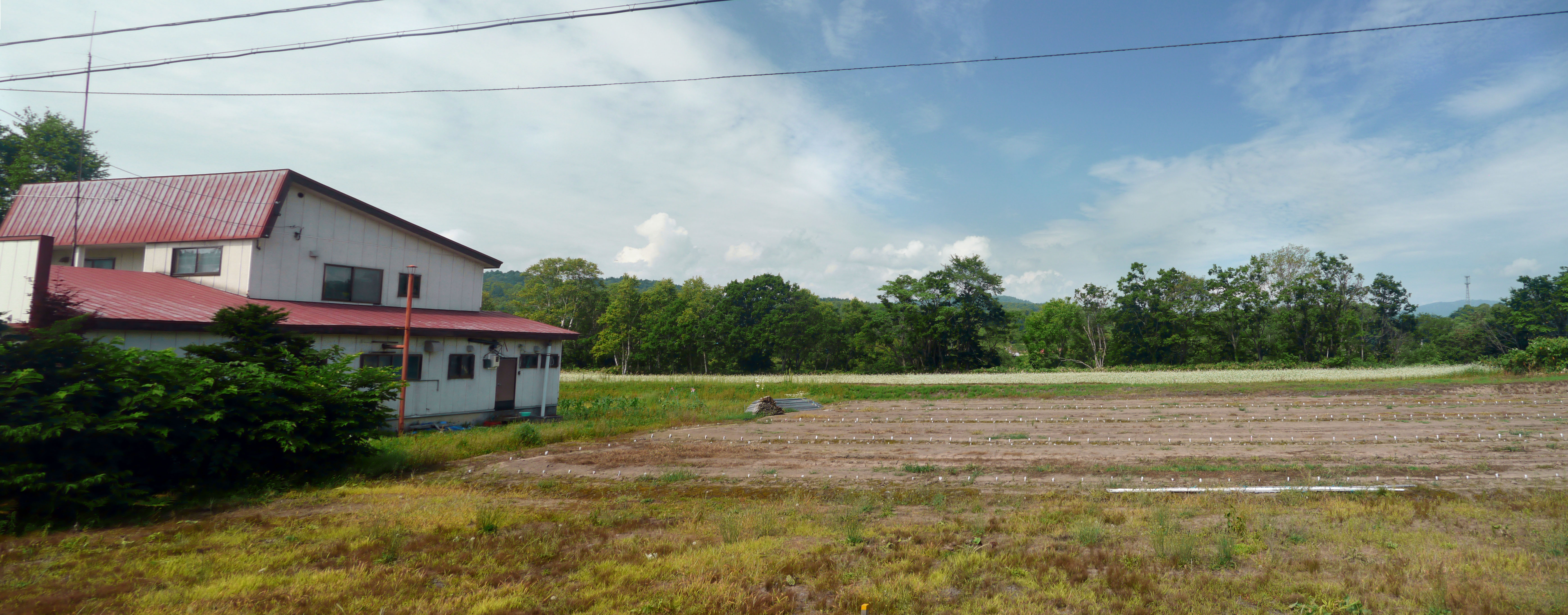
宇摩駅跡周辺 (2011年8月)

廃駅後しばらくは待合所やホームなどが残っていたが、2000年（平成12年）時点では全て撤去され、駅跡地は整地されていた。2010年（平成22年）時点、2011年（平成23年）時点でも同様で、畑と雑木林になっていた。

## 隣の駅
北海道旅客鉄道
深名線
多度志駅 - 宇摩駅 - 幌成駅